# Олуја (ТВ серија из 2013)
Олуја (шп. La tempestad) мексичка је теленовела, продукцијске куће Телевиса, снимана 2013.
У Србији је емитована током 2013. и 2014. 49 епизода приказано је на телевизији Пинк, а преостале на кабловском каналу Пинк 2.

## Синопсис
Марина је директорка хотела који се налази у центру града. Њена пословна каријера у незгодном тренутку доживљава слом, у време када сазнаје да јој је мајка оболела од тешке болести.
У исто време, у сеоској средини надомак мора живи Дамјан Фабре, млад капетан и власник рибарског брода званог "Невреме“. Дамјан превози робу за фабрику сардина "Нептуно“. Естерсита, ћерка сеоског начелника, опседнута је Дамјаном. Након учесталог набацивања Дамјан пристаје да проведе ноћ са њом, не слутећи многобројне проблеме који ће уследити након тог догађаја.
У међувремену, власница фабрике "Нептуно", мистериозна и елегантна жена, Мерседес Артигас одлази у град у потрази за особом која ће јој помоћи да своју фабрику спаси банкрота. Наилази на Марину, којој нуди шансу за опоравак пословне каријере и ангажује је да се бави економским и финансијским развојем њене фабрике. Иако у почетку скептична, Марина прихвата понуду и одлази на село. Тој одлуци посебно су дали подстрек савети лекара, живот у граду негативно утиче на здравље Маринине мајке.
Из своје прошлости Мерседес скрива велику тајну: Марина је заправо њена ћерка. Скромна у младости постала је жртва несрећних околности. Наиме у њу се заљубљује Ернесто Контрерас, озлоглашени мафијаш, коме Мерседес не узвраћа. Њена љубав је Леонардо и са њим остаје трудна. Када то сазна, Ернесто у нападу беса убија Леонарда, а Мерседес бежи и убрзо рађа две близнакиње. Ернесто је проналази и отима једну од њих, Магдалену, коју малтретира и осуђује на живот у борделу. Како иста судбина не би задесила и Марину, Мерседес одлучује да је да на усвајање.
Од првог сусрета између Марине и Дамјана севају варнице, али с обзиром на то да су обоје врло тврдоглави, неће одмах признати једно другом љубав. Марина уместо тога жели да изазове његову љубомору, тако што ће се виђати са Ернаном Салдањом, пријатељем из средње школе, упркос томе што јој он не улива поверење. Он је врло утицајан и држи цело село под контролом, али има и своју тамну страну - повезан је са Фулхенсијом Салазаром, сеоским начелником и Естерситиним оцем. Ернан ради са мафијом којој рибари отежавају посао, посебно они са барке "Невреме“. Марина и Дамијан бивају приморани да склопе примирје и тако се одбране од заједничких непријатеља. Уз тимски рад њих двоје схватају да су заљубљени једно у друго и започињу јаку романсу.
С друге стране, Естерсита је и даље опседнута Дамјаном и бесна због тога што јој он не узвраћа, уверава свог оца да је њу Дамјан силовао. Флухенсио приводи Дамјана и приморава га да ожени Естереситу и на тај начин сачува њену част. Међутим, њихов брак траје кратко и завршава се трагедијом. Ернан, како би се решио проблема које му узрокује Дамијан, поставља бомбу на његовом броду, и након те несреће Естересити се губи сваки траг. У међувремену, Мерседес проналази своју ћерку Магдалену и успева да је извуче из ланца проституције. Одлучује да је остави уз себе и додељује јој власништво над баром који поседује у граду.
Марина и Дамјан одлучују да се венчају, али у том тренутку се враћа Естерсита и спречава их у тој намери. Након тога, Марина сазнаје да је трудна, али доживљава несрећу. Од тог тренутка не жели да чује за Дамјана. Очајан због њеног одбијања, Дамјан посећује градски бар у ком ради Магдалена. Магдалена му се набацује и он пијан успева да је помеша са Марином. Тада Магдалена сазнаје да има сестру близнакињу, због које је Дамјан запао у депресију. Како време пролази, Магдалена почиње да гаји осећања према Дамјану.
Ернан убеђује Марину да се уда за њега. Дамјан покушава да поврати Марину, али Ернан га у тој намери спречава и одлучује да је зароби. Марина му предлаже да је ослободи и дозволи јој да се опрости од Дамјана, а да она у замену за то пристане да се уда за њега. Видевши је да долази на "Невреме", Дамјан бива изненађен и њих двоје се предају емоцијама. Након тога Марина од њега тражи да је заборави и посвети се животу без ње. Марина и Ернан се венчавају, али по повратку са церемоније доживљавају атентат у ком Ернан бива озбиљно озлеђен. Марина одлучује да остане уз њега, али не дозвољава да конзумирају брак, а он јој обећава да ће се временом извући из мафије.
За то време Дамјан одлучује да пружи шансу себи и Магдалени, и њих двоје започињу заједнички живот.
Удаљенији него икад, Дамјан и Марина морају да преброде све препреке које је судбина ставила пред њиховом срећом. Само љубав има снагу невремена које може да савлада све пред собом.

## Ликови
- Дамјан (Вилијам Леви) - Леп, згодан, јак и неустрашив човек, капетан брода "Невреме“. Има мноштво проблема, с обзиром на то да његов рад угрожавају гусари, које шаље мафија посвећена послу у вези са белим робљем. Марина ће успети да припитоми дивљег капетана, који ће у њој пронаћи љубав свог живота, али након што га она одбије и уда се за Ернана, Дамјан ће утеху потражити у наручју њене сестре близнакиње Магдалене.
- Марина (Химена Наварете) - Марина је самоуверена жена, која је својим радом постигла много у пословном свету, али је остала без посла пошто се замерила власнику хотела где је радила. Долази у село где упознаје Дамјана у кога се заљубљује, али судбина јој спрема бројна искушења - не само да ће морати да пролије море суза како би била срећна са њим, већ ће сазнати да има сестру близнакињу, која ће постати њена највећа ривалка у борби за Дамјанову љубав.
- Ернан (Иван Санчез) - Маринин пријатељ из школских дана који је опседнут њоме и учиниће све да је преотме Дамјану. Привлачан и моћан, руководи мафијашком групом која тргује белим робљем. Нико га никада није волео (отац га је мрзео, а мајка му је била играчица у кабареу и никада није имала времена за њега), све док га Ернесто није узео под своје окриље и од њега створио бескрупулозног човека, спремног да убије сваког ко му стане на пут.
- Мерседес (Данијела Ромо) - Јака жена, спремна да се суочи са свим искушењима како би остварила своје циљеве. Ернесто јој је отео једну кћерку и претворио је у проститутку, због чега је другу близнакињу дала на усвајање. Својим радом створила је огромно богатство, помоћу којег је успела да избави Магдалену из канџи проституције. Са друге стране, учиниће све да Марина буде срећна, макар то значило да не сме да јој каже да јој је мајка.
- Фулхенсио (Сесар Евора) - Фулхенсио је корумпирана особа, која своје понашање мења у складу са оним што му одговара. Усвојио је Естерситу, коју понекад штити, а понекад малтретира, у зависности од околности. Успева да натера Дамјана да је ожени. Штити мафијашку групу на чијем је челу Ернан - задужен је да "среди" да жене које су продате у бело робље без проблема могу да се искрцају из луке, те да нико не посумња да је у питању нелегални "посао“.
- Естерсита (Лаура Кармајн) - Хировита и препотентна девојка, која мисли да може све захваљујући утицајном оцу. Након што се уда за Дамјана, нестаје у експлозији и губи памћење, али Ернесто је проналази и претвара је у своју љубавницу, док не сазна да она чека Дамјаново дете. Отима јој новорођенче, које ће она касније повратити уз Ернанову помоћ. Међутим, његова подршка има цену - Естерсита ће у замену за њу морати да убије Ернеста.
- Ернесто (Мануел Охеда) - Моћан и зао човек, мафијашки шеф. У младости је био заљубљен у Мерседес, али када је сазнао да је она затруднела са другим човеком, убио га је, док је Мерседес из наручја отео кћерку Магдалену и осудио је на живот пун порока. Када много година касније сазна да Мерседес није родила једну кћерку, већ близнакиње, одлучује да им уништи живот, али Ернан ће му замрсити конце…
- Беатриз (Марија Сорте) - Беатриз је жена која је усвојила Марину. Откако јој је супруг Аријел донео девојчицу, Беатриз јој поклања сву пажњу и љубав, па Марина израста у поштену девојку. Захваљујући супруговом послу, Беатриз није оскудевала ни у чему, али с обзиром на то да болује од тешке болести, мора непрестано да се одмара. Управо је због тога Марина пристала да се са њом пресели у село, далеко од градске вреве.

## Глумачка постава

### Главне улоге
| Глумац          | Улога                                                     |
| --------------- | --------------------------------------------------------- |
| Вилијам Леви    | Дамјан Фабре / Мичел Фабре                                |
| Химена Наварете | Марина Реверте Артигас де Фабре Магдалена Реверте Артигас |
| Иван Санчез     | Ернан Салдања                                             |

### Споредне улоге
| Глумац             | Улога                     |
| ------------------ | ------------------------- |
| Лаура Кармајн      | Естерсита Салазар         |
| Маријана Сеоане    | Урсула Мата               |
| Данијела Ромо      | Мерседес Артигас          |
| Сесар Евора        | Фулхенсио Салазар         |
| Артуро Пениче      | Аријел Реверте            |
| Марија Сорте       | Беатрис де Реверте        |
| Нора Салинас       | Ребека                    |
| Маурисио Енао      | Валентин                  |
| Лусеро Ландер      | Делфина Мата де Салазар   |
| Малиша Кинтана     | Мајуја Консеко            |
| Мануел Охеда       | Ернесто Контрерас         |
| Шарис Сид          | Канделарија Канди         |
| Луис Мануел Авила  | Олинто                    |
| Алехандро Ибара    | Багре                     |
| Латин Ловер        | Осо                       |
| Алфонсо Итуралде   | Томас Алкантара           |
| Артуро Кармона     | Хосе Манрикез             |
| Амор Флорес        | Јасмин / Лусија Хименез   |
| Моника Мигел       | Еусебија                  |
| Салвадор Ибара     | Лагарто                   |
| Фернандо Роблес    | Лара                      |
| Франсиско Мартин   | Лоло                      |
| Енрике Зепеда      | Ласаро Салазар Алкантара  |
| Адалберто Пара     | Валдивија                 |
| Едуардо Лињан      | др Гонзалес               |
| Ампаро Харидо      | Алисија                   |
| Хосе Антонио Ферал | Торибио                   |
| Хилберто де Анда   | Нерео                     |
| Серхио Рејносо     | Роблес                    |
| Ханет Руиз         | Росарио Алкантара         |
| Фернандо Ларањага  | др Сан Мигел              |
| Тони Вела          | Макарио                   |
| Рене Касадос       | Клаудио Салваторе Петроне |
| Лаура Монтихано    | Зули                      |
| Ванеса Аријас      | Барбара                   |
| Фатима Торе        | Карина                    |
| Хејлин Ванегас     | Абигаил                   |
| Хавијер Херанз     | др Васкез                 |
| Роберто Бландон    | Армандо                   |
| Оскар Бонифилио    | Енрике                    |
| Џесика Салазар     | др Антонијета Нарваез     |
| Андрес Гутијерез   | Јакобо Соуза              |